# Colin McCarthy
Colin McCarthy (Birdsboro, 30 maggio 1988) è un giocatore di football americano statunitense che gioca nel ruolo di linebacker per i Tennessee Titans della National Football League (NFL). Fu scelto nel corso del quarto giro (109º assoluto) del Draft NFL 2011 dai Titans. Al college ha giocato a football all'Università di Miami.

## Carriera

### Tennessee Titans
McCarthy fu scelto dai Tennessee Titans nel corso del quarto giro del Draft 2011. Il primo intercetto in carriera lo fece registrare il 27 novembre 2011 ai danni di Josh Freeman. La settimana successiva fu premiato come difensore della AFC della settimana e come Rookie della settimana per la sua prestazione contro i Buffalo Bills in cui mise a segno 9 tackle, 1 fumble forzato e 2 fumble recuperati. La stagione da rookie di McCarthy si concluse con 68 tackle, un intercetto e 3 passaggi deviati.
Nella settimana 10 della stagione 2012 contro i Miami Dolphins, McCarthy fece registrare il suo secondo intercetto in carriera su Ryan Tannehill. La sua stagione si concluse con 38 tackle e un intercetto in sole sette gare disputate, tutte come titolare. Nel 2013 disputò per la prima volta tutte le 16 partite della stagione, 5 come titolare, con 55 tackle e un intercetto nella gara della settimana 10 contro i Jacksonville Jaguars.

## Palmarès
- Difensore della AFC della settimana: 1

settimana 13 del 2011
- Rookie della settimana: 1

settimana 13 del 2011

## Statistiche
| Partite totali      | 26  |
| Partite da titolare | 19  |
| Tackle              | 161 |
| Sack                | 0,0 |
| Intercetti          | 3   |
| Fumble forzati      | 3   |

Statistiche aggiornate alla stagione 2013